# Laurent Garnier: Off the Record
Pour plus de détails, voir Fiche technique et Distribution.
Laurent Garnier: Off the Record est un film britannique réalisé par Gabin Rivoire, sorti en 2021.

## Synopsis
Retour sur les trente ans de carrière du DJ Laurent Garnier, devenu l’une des icônes de la musique électronique après en avoir été l’un des pionniers. De New York à Tokyo, de Hong-Kong, à Detroit ou Londres, Garnier a fait danser les foules du monde entier. Avec en filigrane, le sentiment que le mouvement musical qu’il a contribué à fonder a rythmé les grandes évolutions sociétales des dernières décennies.

## Fiche technique
- Titre français : Laurent Garnier: Off the Record
- Réalisation : Gabin Rivoire
- Société de distribution : Condor Films
- Pays d'origine :  Royaume-Uni
- Genre : documentaire
- Durée : 90 minutes
- Dates de sortie :
  -  France : 1er novembre 2021